# Pedro Ceballos
Pedro Francisco Ceballos Fuentes (ur. 8 września 1990) – wenezuelski zapaśnik w stylu wolnym. Olimpijczyk z Rio de Janeiro 2016, gdzie zajął piąte miejsce w kategorii 86 kg.
Zajął dziesiąte miejsce na mistrzostwach świata w 2014 i 2015. Wicemistrz igrzysk panamerykańskich w 2019, trzeci w 2023 i siódmy w 2015. Wicemistrz panamerykański w 2017, 2019, 2024 i trzeci w 2018. Złoty medal na igrzyskach Ameryki Południowej w 2014, 2018 i 2022. Wicemistrz igrzysk Ameryki Środkowej i Karaibów w 2014; trzeci w 2018 i 2023. Mistrz igrzysk boliwaryjskich w 2017 i 2022 roku.
Mistrz panamerykański juniorów w 2007 i 2010 roku.